# イングランドの建築

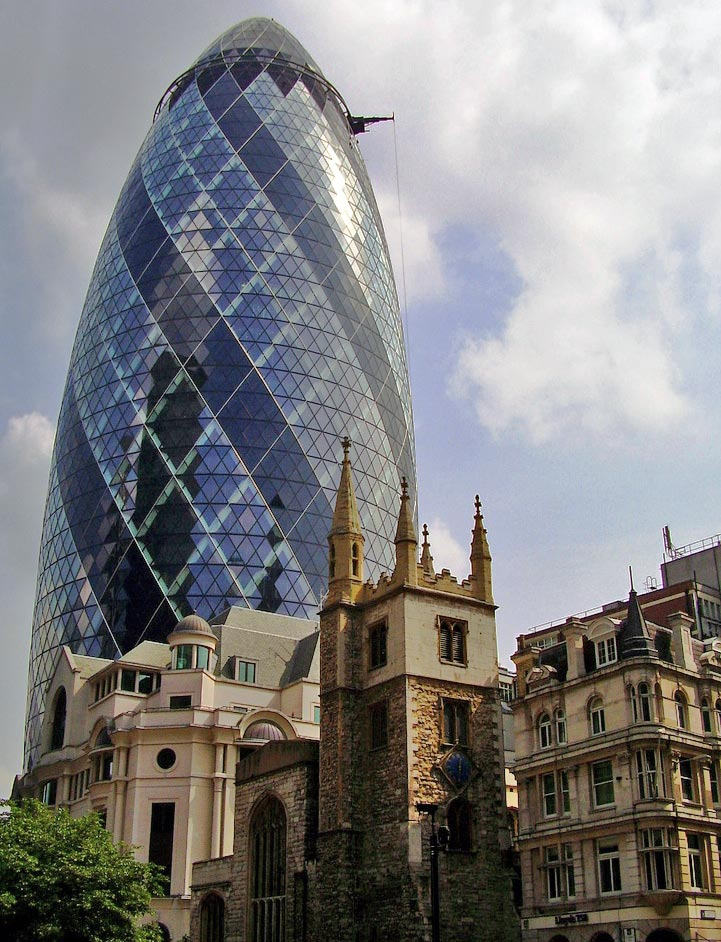
ロンドンでは、2004年に建てられた「30セント・メリー・アクス」が、日本の戦国時代にあたる16世紀に建てられた「セント・アンドリュー・アンダーシャフト」の上に聳え立つ景観が見られる。

イングランドの建築（英語: Architecture of England）とは、現代のイングランドの領内や、歴史上のイングランド王国、イングランド出身の建築家によって造られた建築物のことを指す。
なお、イングランドの統治時代やイングランドが主導的な役割を果たしていた時期に建てられた建物も、イギリス全国や大英帝国の植民地・英連邦諸国に存在する建物を含め、この範疇に含まれている。

## 概要
アングロ・サクソン系の建築を除けば、1900年以前のイングランドでは民俗建築が主流であり、宗教建築や軍事建築の多くは、西欧、特にフランスや北イタリアに起源を持つ建築様式がそのまま取り入れられていた。一方、20世紀になるとモダニズム建築が登場し、イングランドは逆にヨーロッパやアメリカに影響を与える立場へと変化した。こうした相互の影響を受けながら、イングランドは旧植民地諸国を含むさまざまな地域の建築文化を柔軟に取り入れ、それをイングランド風に洗練・改良することで、独自の特徴を持つ建築様式を創造した。イングランドに特有の建築様式の例としては、中世後期のペルペンディキュラー・ゴシック、ハイ・ヴィクトリアン・ゴシック、クイーン・アン様式が挙げられる。